# شوگو سوزوکی (بازیگر، متولد ۱۹۶۳)
شوگو سوزوکی (انگلیسی: Shōgo Suzuki؛ زادهٔ ۱ ژانویهٔ ۱۹۶۳) صداپیشگی در ژاپن، و بازیگر است.